# Підгрив'є
Підгри́в'є (рос. Подгривье) — присілок у складі Кічменгсько-Городецького району Вологодської області, Росія. Входить до складу Кічмензького сільського поселення.

## Населення
Населення — 31 особа (2010; 37 у 2002).
Національний склад (станом на 2002 рік):
- росіяни — 97 %